# Wheeler-Airlines-Flug 1658
Der Wheeler-Airlines-Flug 1658 (Flugnummer: WH1658) war ein inländischer Frachtflug der kanadischen Fluggesellschaft Wheeler Airlines vom Flughafen Montreal-Dorval zum Hall Beach Airport am 4. November 1959, auf dem eine Douglas DC-4/C-54A-15-DC (F) nach einem fortschreitenden Triebwerksbrand verunglückte, wobei alle fünf Besatzungsmitglieder ums Leben kamen.

## Flugzeug und Insassen
Das Flugzeug war eine Douglas DC-4/C-54A-15-DC (F) mit der Werknummer 10360, die im Jahr 1944 im Werk der Douglas Aircraft Company in Long Beach, Kalifornien endmontiert wurde. Die Maschine war für die United States Army Air Forces (USAAF) gebaut worden und trug die USAAF-Seriennummer 42-72255. Sie wurde am 29. Juli 1944 ausgeliefert. Die Braniff International Airways kaufte die Maschine nach Kriegsende, ließ sie im November 1945 mit dem Luftfahrzeugkennzeichen N65145 zu und betrieb sie bis Mai 1954. Im gleichen Monat wurde die Maschine an den Los Angeles Air Service verkauft, der diese ein Jahr lang betrieb. Im Mai 1955 übernahm die Riddle Airlines das Flugzeug und betrieb es bis August 1955. Die DC-4 wurde anschließend nach Kanada exportiert und am 18. August 1955 auf die Wheeler Airlines zugelassen. Im Jahr 1956 war die Maschine an die Mill Aviation verleast, im Folgejahr kehrte sie in die Flotte der Wheeler Airlines zurück. Das viermotorige Langstreckenflugzeug war mit vier Sternmotoren des Typs Pratt & Whitney R-2000-2SD-13G Twin Wasp ausgestattet. Bis zum Zeitpunkt des Unfalls hatte die Maschine eine Gesamtbetriebsleistung von 30.357 Betriebsstunden absolviert.
Auf dem Frachtflug befand sich lediglich eine fünfköpfige Besatzung an Bord.

## Unfallhergang
Der Flug wurde bei Nacht durchgeführt. Die Maschine startete um 22:44 Uhr von der Startbahn 10 in Montreal zu einem Frachtflug nach Hall Lake. Nach dem Start ließen die Piloten die Maschine auf 6000 Fuß steigen. Der Kurs wurde dann geändert, das Flugzeug stieg auf 9000 Fuß und erreichte diese Höhe um 22:59 Uhr. Etwa dreieinhalb Minuten später berichtete die Besatzung, dass sie aufgrund eines Brandes von Triebwerk Nr. 2 (links innen) einen Notsinkflug durchführte. Der letzte Funkkontakt war um 23:07 Uhr, als die Besatzung berichtete, dass die linke Tragfläche abgerissen war und die Maschine nun trudelnd zu Boden ging. Die DC-4 brach in der Luft auseinander und stürzte zu Boden. Das Trümmerfeld bedeckte eine Fläche von 1,25 × 0,75 Meilen.

## Ursache
Die Unfalluntersuchung ergab, dass während des Steigfluges ein Feuer unbekannten Ursprungs im Bereich der Triebwerksgondel von Triebwerk Nr. 2 ausgebrochen war. Die Intensität des Feuers habe rasch zugenommen, bis dieses ein Stadium erreichte, bei dem die Triebwerkslöschanlage nicht ausreichte, um es zu löschen.  Als Hauptfaktoren für den Unfall wurden 1) der marode Zustand des Abgaskrümmers; 2) der wahrscheinlich marode Zustand der Schläuche; 3) die hohe Motorlast während des Steigflugs sowie 4) ein möglicher Ausfall der Branderkennungs- und Warnanlage angesehen, die die Piloten über das Vorhandensein eines Brandes informieren sollte, bevor der Brand die Stirnwand durchdringen und auf das Kraftstoffzufuhrsystem sowie den Öltank an der Rückseite des Triebwerks Nr. 2 übergreifen konnte. Während des schnellen Sinkfluges sei die durch die Feuereinwirkung geschwächte Tragflächenstruktur infolge der Manöver und/oder von Böen weiter belastet worden, wodurch der linke Tragflächenholm durchbrach. Zu diesem Zeitpunkt war die Maschine nicht mehr abzufangen und ein Absturz wurde unvermeidlich. Es war nicht möglich festzustellen, welche Folgen ein langsamer eingeleiteter Sinkflug gehabt hätte.